# Бобков, Владимир Иванович
Владимир Иванович Бобков (6 мая 1941, Рязанская область — 19 февраля 2021, Москва) — советский хозяйственный, государственный и политический деятель.

## Биография
Родился в 1941 году в Рязанской области. Член КПСС.
С 1958 года — на хозяйственной, общественной и политической работе. В 1958—2001 гг. — плотник ремонтно-строительного треста, водитель автоколонны № 6, военнослужащий Советской Армии, водитель спецавтобазы № 1, водитель автокрана Кусковского химического завода. С 1965 года — водитель автомобиля автокомбината № 10 Главмосавтотранса.
Указами Президиума Верховного Совета СССР от 18 февраля 1975 года и от 29 декабря 1976 года награждён орденами Трудовой Славы 3-й и 2-й степеней.
Указом Президиума Верховного Совета СССР от 7 января 1983 года награждён орденом Трудовой Славы 1-й степени.
Избирался депутатом Верховного Совета РСФСР 11-го созыва.
Делегат XXV съезда КПСС.
Жил в Москве.